# Gradiscse vára (Margečan)
Gradiscse (horvátul: Utvrda Gradišče kod Margečana) egy várrom Horvátországban, az Ivanechez tartozó Margečan település határában.

## Fekvése
A Margečantól 1,5 kilométerre északnyugatra, a Bednja folyó fölött emelkedő 325 méteres Cukovec hegy tetején található.

## Története
Az itt talált régészeti leletek tanúsága szerint a hegyen eredetileg a késő bronzkori urnamezős kultúra erődített települése állt, mely az i. e. 13. és 10. század között virágzott. A középkori vár a leletek alapján valószínűleg a tatárjárás után épült. A várat szokatlan módon egyetlen írásos forrás sem említi. Építője talán az egyik lovagrend, valószínűleg a templomosok voltak, akik a hagyomány szerint rendelkeztek itt birtokokkal. A templomosok birtokait a rend feloszlatása után a johanniták kapták meg, akiknek egyik központja a közeli Béla vára volt. Későbbi sorsa is Béla várához köthető. A rend kisebb megszakításokkal egészen 1434-ig birtokolta. Károly Róbertnek az oligarchák ellen vívott háborúja idején a Kőszegiek foglalták el, 1320-ban Ludbergi Miklós szerezte vissza tőlük. 1387-ben Zsigmond hívei foglalták el. 1440-ben VI. Albert osztrák herceg vezére, Hollenegg András foglalta el Tallóci János perjeltől. 1445 és 1456 között a Cilleieké volt, majd 1457-től 1468-ig Vitovec János horvát báné. Ekkor királyi birtok lett, majd Hunyadi Mátyás halála után fiáé Corvin Jánosé, aki 1500 körül a gersei Pethő családnak adta és egészen 1730-ig volt a gersei Pethő család  birtoka. Közben már valószínűleg a 17. században elhagyták, azóta pusztul.

## A vár mai állapota
A hegy tetejének keskeny és hosszú fennsíkját sűrű növényzet borítja, körben pedig a védőfalak maradványai határolják. A vár a terepviszonyok miatt három oldalról nem elérhető, csak kelet felől lehet megközelíteni, ahol valószínűleg a bejárat volt. A falak 190 méter hosszúságban húzódnak, a legnagyobb szélességét a középső részen éri el, ott 28 méter szélességű. A vár területe két részre oszlik. A keleti oldalon található a külsővár, amelytől egy védőárok választja el nyugati részen fekvő belsővárat. A belsővár nagy részét a mintegy 10-szer 10 méteres, négyzet alakú védőtorony maradványai foglalják el.